# Perubala apicimacula
Perubala apicimacula är en insektsart som beskrevs av Rauno E. Linnavuori 1959. Perubala apicimacula ingår i släktet Perubala och familjen dvärgstritar. Inga underarter finns listade i Catalogue of Life.